# Miquerinos
Miquerinos ou Mencauré (em egípcio: mn-k3.w-Rˁ; em grego: Μυκερίνος), também chamado de Menquerés por Manetão, foi um faraó egípcio da IV dinastia durante o Império Antigo. Ficou famoso por sua tumba, a Pirâmide de Miquerinos, localizada na Necrópole de Gizé, e também pela sua bela tríade de estátuas, mostrando suas esposas e outras deidades.
O historiador Heródoto elogiou-o, dizendo nos seus escritos que o faraó foi um rei próspero, que teve várias relações diplomáticas, o comércio externo era vasto, derrubou várias medidas repreensivas postas por seus ancestrais e voltou a abrir os templos que foram fechados devido às obras dos túmulos.

## Data de reinado
Segundo o Cânone de Turim, Miquerinos governou 18 ou 28 anos. O ano mais elevado atestado no reinado do faraó foi a 11ª contagem de gado ou um ano após a 11ª contagem de gado. Se um censo bienal de gado for realizado, Miquerinos governará por pelo menos 21 ou 22 anos, o que parece ser muito longo, considerando que o memorial fúnebre no momento de sua morte não foi concluído. O consenso geral parece ser para a regra dos 18 anos e o censo de gado irregular.
Além disso, o cânone pôs outro monarca entre Quéfren, seu predecessor, e Miquerinos com o número de reinado desconhecido, cujo nome era Biquéris, e pode ser que este seja filho de Quéops ou de Ratoises.

## Família
Miquerinos era filho de Quéfren e Camerernebeti I, e se casou com sua irmã Camerernebeti II. Teve filho com esta, chamado Cunré, que morreu jovem.
Além dela, Miquerinos teve duas outras esposas, entretanto com nomes desconhecidos, e uma delas teve um filho chamado Seberquerés, e uma filha chamada Quentecaus I, que mais tarde seria esposa de Userquerés, primeiro faraó da V dinastia.

## Reinado
Ao contrário dos faraós antecessores Quéops e Quéfren, Miquerinos foi mais tarde considerado um rei bondoso e sábio. Isso pode ser devido ao fato de que sua pirâmide foi construída lado a lado com as pirâmides de Quéops e Quéfren em Gizé, que tem menos da metade do tamanho dessas duas grandes pirâmides. O templo mortuário construído em frente à sua pirâmide foi concluído por seu sucessor Seberquerés, embora com pressa.

### Complexo da Pirâmide

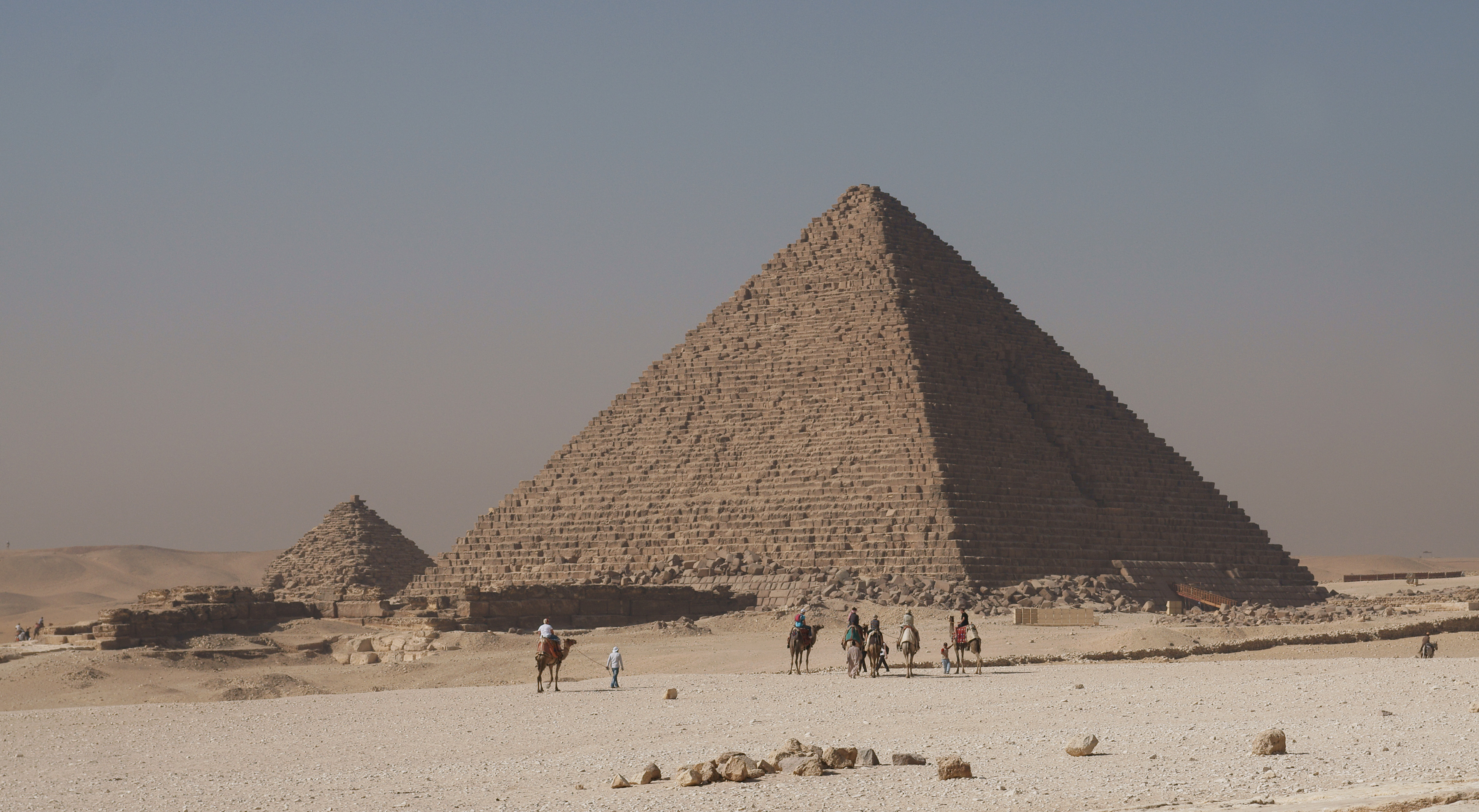
Pirâmide de Miquerinos localizada em Gizé

A Pirâmide de Miquerinos foi construída na borda da mesma formação rochosa, que também foi a base das pirâmides de Quéops e Quéfren. Isso não deixou espaço suficiente para Miquerinos construir seu monumento em grande escala, o que explica, pelo menos em parte, por que sua pirâmide é muito menor do que as pirâmides de seus dois ancestrais.
Depois de Quéfren, outro fator que desempenhou um papel importante na redução das pirâmides reais pode ser o aumento no tamanho dos templos mortuários e vales e o uso de materiais mais caros, bem como as atividades menos restritas de construção de reis e menos construção de suas próprias estruturas funerárias e tendem a construir templos.

#### Pirâmide

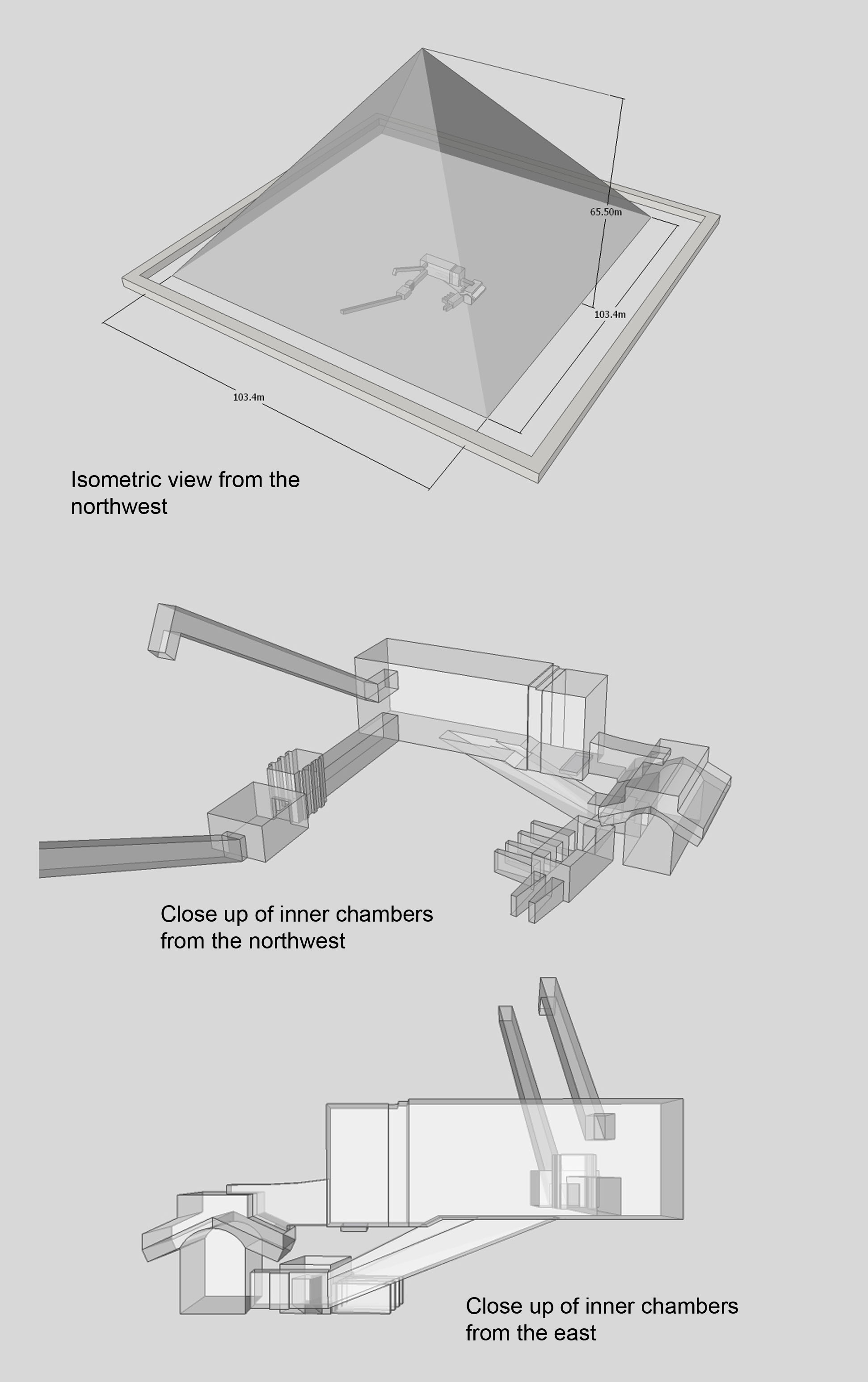
Visualização isométrica da pirâmide de Miquerinos

A altura da pirâmide é de 65 metros, menos da metade do tamanho das outras pirâmides em Gizé. Sua área de fundação é menos de um quarto de seus dois vizinhos, e sua massa total de construção é cerca de 10 vezes menor do que a Pirâmide de Quéfren. Isso geralmente é interpretado como um sinal do declínio da riqueza e do poder da IV dinastia, mas a alta qualidade e habilidade das várias estátuas de Miquerinos encontradas dentro ou perto do complexo funerário parecem dizem ao contrário. Curiosamente, a maioria das pirâmides construídas na V e VI dinastia são aproximadamente do mesmo tamanho que as pirâmides de Miquerinos.
Sabe-se que a pirâmide não foi concluída após a morte de Miquerinos, e logo só foi finalizada no reinado de Seberquerés.
Três pirâmides menores foram construídas ao sul da parede principal da pirâmide deste complexo. Apenas a pirâmide mais oriental é a pirâmide real e as outras duas pequenas pirâmides escalonadas. A estrutura inferior da pirâmide mais a leste mostra que ela era originalmente uma pirâmide satélite e mais tarde foi convertida em um cemitério para uma das rainhas de Miquerinos. Todas as três pirâmides têm pequenos santuários de tijolos de barro, indicando pelo menos a intenção de adoração fúnebre. Apenas na pirâmide central está o corpo de uma jovem, mas não se sabe se ela era a dona original da tumba ou o resultado da invasão e sepultamento.

#### Sarcófago
Em 1837, o oficial do exército inglês Richard William Howard Vyse e o engenheiro John Shae Perring começaram as escavações na pirâmide de Miquerinos. Na câmara mortuária principal da pirâmide, eles encontraram um grande sarcófago de pedra de 8 ft (244 cm) de comprimento, 3 ft (91,4 cm) de largura e 2 ft e 11 in (89 cm) de altura, feito de basalto. O sarcófago não tinha hieróglifos inscritos, embora fosse decorado no estilo da fachada de um palácio. Ao lado da câmara mortuária foram encontrados fragmentos de madeira de um caixão com o nome de Miquerinos e um esqueleto parcial envolto em um pano grosso. O sarcófago foi retirado da pirâmide e enviado de navio para o Museu Britânico em Londres, mas o navio mercante Beatrice que o transportava foi perdido após deixar o porto de Malta em 13 de outubro de 1838. Os outros materiais foram enviados por um navio separado, e esses materiais agora estão no museu, com os restos da caixa do caixão de madeira na tela.
Acredita-se agora que o caixão foi uma substituição feita durante o período saita muito posterior, quase dois milênios após o sepultamento original do rei. A datação por rádio carbono dos fragmentos ósseos encontrados, situam-se em uma data ainda posterior, do período copta dos primeiros séculos d.C..

### Tríades de Miquerinos
Entre as estátuas, possuem quatro tríades de Miquerinos, que são:
- Tríade de Uenete, Hator e Miquerinos – No centro fica Hator (ao contrário das outras que colocam o faraó no centro), à direita fica Miquerinos com a Coroa Branca, simbolizando o Alto Egito, de saiote curto e à esquerda tem Uenete, que representa a província de Hermópolis no Oriente Médio.[7]
- Tríade de Hator, Miquerinos e Dióspolis – No centro fica Miquerinos que usa a Coroa Branca, usando também barba falsa e uma saia tripartida, caminhando com o pé esquerdo para a frente, Hator representa uma mulher coroada com chifres de vaca e disco solar que são típicos dela e uma deusa provincial usa um cocar que identifica a Dióspolis, Alto Egito.[8][9]
- Tríade de Hator, Miquerinos e Tebas – No centro fica Miquerinos, à direita fica Hator que é mais baixa que o faraó e tem o pé esquerdo um pouco à frente e na esquerda fica um deus provinciano usa um cocar que representa a Tebas.[10][11]
- Tríade de Hator, Miquerinos e Ampute – No centro fica Miquerinos que é maior que Hator, à direita, e á esquerda tem uma deusa provincial que usa um cocar que identifica à Ampu.[12]